# 藍鉄鉱
藍鉄鉱（らんてっこう、ヴィヴィアナイト、ビビアナイト、vivianite）は、単斜晶系に属する含水リン酸塩鉱物の一つ。名称は、本鉱を初めて報告した鉱物学者のジョン・ヘンリー・ヴィヴィアンにちなんで名付けられた。モース硬度1.5〜2度、比重は2.65〜2.69、一方向に完全に劈開する。
地中では無色透明な結晶体だが、地上の空気中の酸素に触れると酸化されてメタ藍鉄鉱に変化し、暗緑青色から緑青色に青黒く変色するのが特徴（このため、産出時の状態で保存するには遮光したうえで酸素を断つ必要がある）。さらに風化が進むと、サンタバーバラ石となる。
ラドラム鉄鉱と共生して産出することが多い。また、類縁体のコバルト華とニッケル華と共に、結晶、劈開など石膏と似た性質を持つ。藍鉄鉱のリン酸基がヒ酸基に置換すると亜砒藍鉄鉱になる（同質異像の砒藍鉄鉱（Symplesite）は三斜晶系）。
日本においては栃木県の足尾銅山、大分県の姫島などで産出し、後者は大分県の天然記念物に指定されている。